# Temporada 2009-10 de l'NBA
La temporada 2009-10 de l'NBA va ser la seixanta-quatrena de la història de la competició estatunidenca de bàsquet professional. Els Dallas Mavericks van ser els amfitrions de l'All-Star Game de l'NBA 2010, que se celebrà el 14 de febrer del 2010 al Cowboys Stadium d'Arlington, Texas.
Els Charlotte Bobcats i els Philadelphia 76ers estrenaren nova equipació.

## Classificació
| Conferència Est   |                     |    |    |       |
| Divisió Atlàntica |                     |    |    |       |
| #                 | Equip               | V  | D  | %V    |
| 1                 | Boston Celtics      | 50 | 32 | 0.610 |
| 2                 | Toronto Raptors     | 40 | 42 | 0.488 |
| 3                 | New York Knicks     | 29 | 53 | 0.354 |
| 4                 | Philadelphia 76ers  | 27 | 55 | 0.329 |
| 5                 | New Jersey Nets     | 12 | 70 | 0.146 |
| Divisió Central   |                     |    |    |       |
| #                 | Equip               | V  | D  | %V    |
| 1                 | Cleveland Cavaliers | 61 | 21 | 0.744 |
| 2                 | Milwaukee Bucks     | 46 | 36 | 0.561 |
| 3                 | Chicago Bulls       | 41 | 41 | 0.500 |
| 4                 | Indiana Pacers      | 32 | 50 | 0.390 |
| 5                 | Detroit Pistons     | 27 | 55 | 0.329 |
| Divisió Sud-est   |                     |    |    |       |
| #                 | Equip               | V  | D  | %V    |
| 1                 | Orlando Magic       | 59 | 23 | 0.720 |
| 2                 | Atlanta Hawks       | 53 | 29 | 0.646 |
| 3                 | Miami Heat          | 47 | 35 | 0.573 |
| 4                 | Charlotte Bobcats   | 44 | 38 | 0.537 |
| 5                 | Washington Wizards  | 26 | 56 | 0.317 |

| Conferència Oest  |                        |    |    |       |
| Divisió Nord-oest |                        |    |    |       |
| #                 | Equip                  | V  | D  | %V    |
| 1                 | Denver Nuggets         | 53 | 29 | 0.646 |
| 2                 | Utah Jazz              | 53 | 29 | 0.646 |
| 3                 | Portland Trail Blazers | 50 | 32 | 0.610 |
| 4                 | Oklahoma City Thunder  | 50 | 32 | 0.610 |
| 5                 | Minnesota Timberwolves | 15 | 67 | 0.183 |
| Divisió Pacífic   |                        |    |    |       |
| #                 | Equip                  | V  | D  | %V    |
| 1                 | Los Angeles Lakers     | 57 | 25 | 0.695 |
| 2                 | Phoenix Suns           | 54 | 28 | 0.659 |
| 3                 | Los Angeles Clippers   | 29 | 53 | 0.354 |
| 4                 | Golden State Warriors  | 26 | 56 | 0.317 |
| 5                 | Sacramento Kings       | 25 | 57 | 0.305 |
| Divisió Sud-oest  |                        |    |    |       |
| #                 | Equip                  | V  | D  | %V    |
| 1                 | Dallas Mavericks       | 55 | 27 | 0.671 |
| 2                 | San Antonio Spurs      | 50 | 32 | 0.610 |
| 3                 | Houston Rockets        | 42 | 40 | 0.512 |
| 4                 | Memphis Grizzlies      | 40 | 42 | 0.488 |
| 5                 | New Orleans Hornets    | 37 | 45 | 0.451 |

* V: Victòries
* D: Derrotes
* %V: Percentatge de victòries

## Play-offs

### Primera Ronda

#### Conferència Est
| E1 | Cleveland Cavaliers | 4 | 1 | Chicago Bulls | E8 |
| -- | ------------------- | - | - | ------------- | -- |

| Equip Local         | Resultat | Equip Visitant      |
| Cleveland Cavaliers | 96-83    | Chicago Bulls       |
| Cleveland Cavaliers | 112-102  | Chicago Bulls       |
| Chicago Bulls       | 108-106  | Cleveland Cavaliers |
| Chicago Bulls       | 98-121   | Cleveland Cavaliers |
| Cleveland Cavaliers | 96-94    | Chicago Bulls       |

| E2 | Orlando Magic | 4 | 0 | Charlotte Bobcats | E7 |
| -- | ------------- | - | - | ----------------- | -- |

| Equip Local       | Resultat | Equip Visitant    |
| Orlando Magic     | 98-89    | Charlotte Bobcats |
| Orlando Magic     | 92-77    | Charlotte Bobcats |
| Charlotte Bobcats | 86-90    | Orlando Magic     |
| Charlotte Bobcats | 90-99    | Orlando Magic     |

| E3 | Atlanta Hawks | 4 | 3 | Milwaukee Bucks | E6 |
| -- | ------------- | - | - | --------------- | -- |

| Equip Local     | Resultat | Equip Visitant  |
| Atlanta Hawks   | 102-92   | Milwaukee Bucks |
| Atlanta Hawks   | 96-86    | Milwaukee Bucks |
| Milwaukee Bucks | 107-89   | Atlanta Hawks   |
| Milwaukee Bucks | 111-104  | Atlanta Hawks   |
| Atlanta Hawks   | 87-91    | Milwaukee Bucks |
| Milwaukee Bucks | 69-83    | Atlanta Hawks   |
| Atlanta Hawks   | 95-74    | Milwaukee Bucks |

| E4 | Boston Celtics | 4 | 1 | Miami Heat | E5 |
| -- | -------------- | - | - | ---------- | -- |

| Equip Local    | Resultat | Equip Visitant |
| Boston Celtics | 85-76    | Miami Heat     |
| Boston Celtics | 106-77   | Miami Heat     |
| Miami Heat     | 98-100   | Boston Celtics |
| Miami Heat     | 101-92   | Boston Celtics |
| Boston Celtics | 96-86    | Miami Heat     |

#### Conferència Oest
| O1 | Los Angeles Lakers | 4 | 2 | Oklahoma City Thunder | O8 |
| -- | ------------------ | - | - | --------------------- | -- |

| Equip Local           | Resultat | Equip Visitant        |
| Los Angeles Lakers    | 87-79    | Oklahoma City Thunder |
| Los Angeles Lakers    | 95-92    | Oklahoma City Thunder |
| Oklahoma City Thunder | 101-106  | Los Angeles Lakers    |
| Oklahoma City Thunder | 110-89   | Los Angeles Lakers    |
| Los Angeles Lakers    | 111-87   | Oklahoma City Thunder |
| Oklahoma City Thunder | 94-95    | Los Angeles Lakers    |

| O2 | Dallas Mavericks | 2 | 4 | San Antonio Spurs | O7 |
| -- | ---------------- | - | - | ----------------- | -- |

| Equip Local       | Resultat | Equip Visitant    |
| Dallas Mavericks  | 100-94   | San Antonio Spurs |
| Dallas Mavericks  | 888-102  | San Antonio Spurs |
| San Antonio Spurs | 94-90    | Dallas Mavericks  |
| San Antonio Spurs | 92-89    | Dallas Mavericks  |
| Dallas Mavericks  | 103-81   | San Antonio Spurs |
| San Antonio Spurs | 97-87    | Dallas Mavericks  |

| O3 | Phoenix Suns | 4 | 2 | Portland Trail Blazers | O6 |
| -- | ------------ | - | - | ---------------------- | -- |

| Equip Local            | Resultat | Equip Visitant         |
| Phoenix Suns           | 100-105  | Portland Trail Blazers |
| Phoenix Suns           | 119-90   | Portland Trail Blazers |
| Portland Trail Blazers | 89-108   | Phoenix Suns           |
| Portland Trail Blazers | 96-87    | Phoenix Suns           |
| Phoenix Suns           | 107-88   | Portland Trail Blazers |
| Portland Trail Blazers | 90-99    | Phoenix Suns           |

| O4 | Denver Nuggets | 2 | 4 | Utah Jazz | O5 |
| -- | -------------- | - | - | --------- | -- |

| Equip Local    | Resultat | Equip Visitant |
| Denver Nuggets | 126-113  | Utah Jazz      |
| Denver Nuggets | 111-114  | Utah Jazz      |
| Utah Jazz      | 105-93   | Denver Nuggets |
| Utah Jazz      | 117-106  | Denver Nuggets |
| Denver Nuggets | 116-102  | Utah Jazz      |
| Utah Jazz      | 112-104  | Denver Nuggets |

### Semifinals de conferència

#### Conferència Est
| E1 | Cleveland Cavaliers | 2 | 4 | Boston Celtics | E4 |
| -- | ------------------- | - | - | -------------- | -- |

| Equip Local         | Resultat | Equip Visitant      |
| Cleveland Cavaliers | 101-93   | Boston Celtics      |
| Cleveland Cavaliers | 86-104   | Boston Celtics      |
| Boston Celtics      | 95-124   | Cleveland Cavaliers |
| Boston Celtics      | 97-87    | Cleveland Cavaliers |
| Cleveland Cavaliers | 88-120   | Boston Celtics      |
| Boston Celtics      | 94-85    | Cleveland Cavaliers |

| E2 | Orlando Magic | 4 | 0 | Atlanta Hawks | E3 |
| -- | ------------- | - | - | ------------- | -- |

| Equip Local   | Resultat | Equip Visitant |
| Orlando Magic | 114-71   | Atlanta Hawks  |
| Orlando Magic | 112-98   | Atlanta Hawks  |
| Atlanta Hawks | 75-105   | Orlando Magic  |
| Atlanta Hawks | 84-98    | Orlando Magic  |

#### Conferència Oest
| O1 | Los Angeles Lakers | 4 | 0 | Utah Jazz | O5 |
| -- | ------------------ | - | - | --------- | -- |

| Equip Local        | Resultat | Equip Visitant     |
| Los Angeles Lakers | 104-99   | Utah Jazz          |
| Los Angeles Lakers | 111-103  | Utah Jazz          |
| Utah Jazz          | 110-111  | Los Angeles Lakers |
| Utah Jazz          | 96-111   | Los Angeles Lakers |

| O3 | Phoenix Suns | 4 | 0 | San Antonio Spurs | O7 |
| -- | ------------ | - | - | ----------------- | -- |

| Equip Local       | Resultat | Equip Visitant    |
| Phoenix Suns      | 111-102  | San Antonio Spurs |
| Phoenix Suns      | 110-102  | San Antonio Spurs |
| San Antonio Spurs | 96-110   | Phoenix Suns      |
| San Antonio Spurs | 101-107  | Phoenix Suns      |

### Finals de conferència

#### Conferència Est
| E2 | Orlando Magic | 2 | 4 | Boston Celtics | E4 |
| -- | ------------- | - | - | -------------- | -- |

| Equip Local    | Resultat | Equip Visitant |
| Orlando Magic  | 88-92    | Boston Celtics |
| Orlando Magic  | 92-95    | Boston Celtics |
| Boston Celtics | 94-71    | Orlando Magic  |
| Boston Celtics | 92-96    | Orlando Magic  |
| Orlando Magic  | 113-92   | Boston Celtics |
| Boston Celtics | 96-84    | Orlando Magic  |

#### Conferència Oest
| O1 | Los Angeles Lakers | 4 | 2 | Phoenix Suns | O3 |
| -- | ------------------ | - | - | ------------ | -- |

| Equip Local        | Resultat | Equip Visitant     |
| Los Angeles Lakers | 128-107  | Phoenix Suns       |
| Los Angeles Lakers | 124-112  | Phoenix Suns       |
| Phoenix Suns       | 118-109  | Los Angeles Lakers |
| Phoenix Suns       | 115-106  | Los Angeles Lakers |
| Los Angeles Lakers | 103-101  | Phoenix Suns       |
| Phoenix Suns       | 103-111  | Los Angeles Lakers |

### Final
| O1 | Los Angeles Lakers | 4 | 3 | Boston Celtics | E4 |
| -- | ------------------ | - | - | -------------- | -- |

| Equip Local        | Resultat | Equip Visitant     |
| Los Angeles Lakers | 102-89   | Boston Celtics     |
| Los Angeles Lakers | 94-103   | Boston Celtics     |
| Boston Celtics     | 84-91    | Los Angeles Lakers |
| Boston Celtics     | 96-89    | Los Angeles Lakers |
| Boston Celtics     | 92-86    | Los Angeles Lakers |
| Los Angeles Lakers | 89-67    | Boston Celtics     |
| Los Angeles Lakers | 83-79    | Boston Celtics     |

## Quadre Resum
|  | Primera Ronda | Primera Ronda          | Primera Ronda      |   |                    | Semifinals de Conferència | Semifinals de Conferència | Semifinals de Conferència |  |    | Finals de Conferència | Finals de Conferència | Finals de Conferència |  |    | Final NBA      | Final NBA | Final NBA |
|  |               |                        |                    |   |                    |                           |                           |                           |  |    |                       |                       |                       |  |    |                |           |           |
|  | E1            | Cleveland Cavaliers    | 4                  |   |                    |                           |                           |                           |  |    |                       |                       |                       |  |    |                |           |           |
|  | E8            | Chicago Bulls          | 1                  |   |                    |                           |                           |                           |  |    |                       |                       |                       |  |    |                |           |           |
|  | E8            | Chicago Bulls          | 1                  |   | E1                 | Cleveland Cavaliers       | 2                         |                           |  |    |                       |                       |                       |  |    |                |           |           |
|  |               |                        |                    |   | E1                 | Cleveland Cavaliers       | 2                         |                           |  |    |                       |                       |                       |  |    |                |           |           |
|  |               | E4                     | Boston Celtics     | 4 |                    |                           |                           |                           |  |    |                       |                       |                       |  |    |                |           |           |
|  | E4            | E4                     | Boston Celtics     | 4 | Boston Celtics     | 4                         |                           |                           |  |    |                       |                       |                       |  |    |                |           |           |
|  | E4            |                        |                    |   | Boston Celtics     | 4                         |                           |                           |  |    |                       |                       |                       |  |    |                |           |           |
|  | E5            | Miami Heat             | 1                  |   |                    |                           |                           |                           |  |    |                       |                       |                       |  |    |                |           |           |
|  | E5            | Miami Heat             | 1                  |   |                    |                           |                           |                           |  | E4 | Boston Celtics        | 4                     |                       |  |    |                |           |           |
|  |               |                        |                    |   |                    |                           |                           |                           |  | E4 | Boston Celtics        | 4                     |                       |  |    |                |           |           |
|  |               | E2                     | Orlando Magic      | 2 |                    |                           |                           |                           |  |    |                       |                       |                       |  |    |                |           |           |
|  | E3            | E2                     | Orlando Magic      | 2 | Atlanta Hawks      | 4                         |                           |                           |  |    |                       |                       |                       |  |    |                |           |           |
|  | E3            |                        |                    |   | Atlanta Hawks      | 4                         |                           |                           |  |    |                       |                       |                       |  |    |                |           |           |
|  | E4            | Milwaukee Bucks        | 3                  |   |                    |                           |                           |                           |  |    |                       |                       |                       |  |    |                |           |           |
|  | E4            | Milwaukee Bucks        | 3                  |   | E3                 | Atlanta Hawks             | 0                         |                           |  |    |                       |                       |                       |  |    |                |           |           |
|  |               |                        |                    |   | E3                 | Atlanta Hawks             | 0                         |                           |  |    |                       |                       |                       |  |    |                |           |           |
|  |               | E2                     | Orlando Magic      | 4 |                    |                           |                           |                           |  |    |                       |                       |                       |  |    |                |           |           |
|  | E2            | E2                     | Orlando Magic      | 4 | Orlando Magic      | 4                         |                           |                           |  |    |                       |                       |                       |  |    |                |           |           |
|  | E2            |                        |                    |   | Orlando Magic      | 4                         |                           |                           |  |    |                       |                       |                       |  |    |                |           |           |
|  | E7            | Charlotte Hornets      | 0                  |   |                    |                           |                           |                           |  |    |                       |                       |                       |  |    |                |           |           |
|  | E7            | Charlotte Hornets      | 0                  |   |                    |                           |                           |                           |  |    |                       |                       |                       |  | E4 | Boston Celtics | 3         |           |
|  |               |                        |                    |   |                    |                           |                           |                           |  |    |                       |                       |                       |  | E4 | Boston Celtics | 3         |           |
|  |               | O1                     | Los Angeles Lakers | 4 |                    |                           |                           |                           |  |    |                       |                       |                       |  |    |                |           |           |
|  | O1            | O1                     | Los Angeles Lakers | 4 | Los Angeles Lakers | 4                         |                           |                           |  |    |                       |                       |                       |  |    |                |           |           |
|  | O1            |                        |                    |   | Los Angeles Lakers | 4                         |                           |                           |  |    |                       |                       |                       |  |    |                |           |           |
|  | O8            | Oklahoma City Thunder  | 2                  |   |                    |                           |                           |                           |  |    |                       |                       |                       |  |    |                |           |           |
|  | O8            | Oklahoma City Thunder  | 2                  |   | O1                 | Los Angeles Lakers        | 4                         |                           |  |    |                       |                       |                       |  |    |                |           |           |
|  |               |                        |                    |   | O1                 | Los Angeles Lakers        | 4                         |                           |  |    |                       |                       |                       |  |    |                |           |           |
|  |               | O5                     | Utah Jazz          | 0 |                    |                           |                           |                           |  |    |                       |                       |                       |  |    |                |           |           |
|  | O4            | O5                     | Utah Jazz          | 0 | Denver Nuggets     | 2                         |                           |                           |  |    |                       |                       |                       |  |    |                |           |           |
|  | O4            |                        |                    |   | Denver Nuggets     | 2                         |                           |                           |  |    |                       |                       |                       |  |    |                |           |           |
|  | O5            | Utah Jazz              | 4                  |   |                    |                           |                           |                           |  |    |                       |                       |                       |  |    |                |           |           |
|  | O5            | Utah Jazz              | 4                  |   |                    |                           |                           |                           |  | O1 | Los Angeles Lakers    | 4                     |                       |  |    |                |           |           |
|  |               |                        |                    |   |                    |                           |                           |                           |  | O1 | Los Angeles Lakers    | 4                     |                       |  |    |                |           |           |
|  |               | O3                     | Phoenix Suns       | 2 |                    |                           |                           |                           |  |    |                       |                       |                       |  |    |                |           |           |
|  | O3            | O3                     | Phoenix Suns       | 2 | Phoenix Suns       | 4                         |                           |                           |  |    |                       |                       |                       |  |    |                |           |           |
|  | O3            |                        |                    |   | Phoenix Suns       | 4                         |                           |                           |  |    |                       |                       |                       |  |    |                |           |           |
|  | O6            | Portland Trail Blazers | 2                  |   |                    |                           |                           |                           |  |    |                       |                       |                       |  |    |                |           |           |
|  | O6            | Portland Trail Blazers | 2                  |   | O3                 | Phoenix Suns              | 4                         |                           |  |    |                       |                       |                       |  |    |                |           |           |
|  |               |                        |                    |   | O3                 | Phoenix Suns              | 4                         |                           |  |    |                       |                       |                       |  |    |                |           |           |
|  |               | O7                     | San Antonio Spurs  | 0 |                    |                           |                           |                           |  |    |                       |                       |                       |  |    |                |           |           |
|  | O2            | O7                     | San Antonio Spurs  | 0 | Dallas Mavericks   | 2                         |                           |                           |  |    |                       |                       |                       |  |    |                |           |           |
|  | O2            |                        |                    |   | Dallas Mavericks   | 2                         |                           |                           |  |    |                       |                       |                       |  |    |                |           |           |
|  | O7            | San Antonio Spurs      | 4                  |   |                    |                           |                           |                           |  |    |                       |                       |                       |  |    |                |           |           |